# دجانيني
جورج دجانيني تافاريس سيميدو (بالبرتغالية: Jorge Djaniny Tavares Semedo‏) (مواليد 21 مارس 1991)، يشتهر بـدجانيني، هو لاعب كرة قدم من الرأس الأخضر يلعب حالياً لصالح نادي الفتح السعودي.

## المسيرة الدولية
استدعي دجانيني لأول مرة لصفوف منتخب الرأس الأخضر في نهاية عام 2011. سجل أول أهدافه الدولية يوم 16 يونيو 2013 ضمن منافسات تصفيات كأس الأمم الأفريقية 2013 أمام منتخب مدغشقر.

## الألقاب
سانتوس لاغونا
- كأس المكسيك: 2014

## روابط خارجية
- صفحة اللاعب على Zerozero
- صفحة اللاعب على ForaDeJogo
- دجانيني على موقع الاتحاد الدولي (مؤرشف)  (الإنجليزية)
- دجانيني على موقع الاتحاد الأوربي (الإنجليزية)
- دجانيني على موقع قاعدة بيانات كرة القدم.إي يو (الإنجليزية)
- دجانيني على موقع ناشيونال فوتبول تيمز (الإنجليزية)
- دجانيني على موقع Soccerway.com (الإنجليزية)
- دجانيني على موقع عالم كرة القدم.نت (الإنجليزية)
- دجانيني على موقع AS.com (الإسبانية)
- صفحة اللاعب على سوكرواي